# اودا نوبوناگا، کودک ابر و باد
اودا نوبوناگا (به ژاپنی: 風雲児 織田信長) نام یک فیلم سینمایی

پوستر فیلم

۹۵ دقیقه‌ای بر پایه زندگی اودا نوبوناگا است که توسط کونو توشی‌کازو کارگردانی شده و در سال ۱۹۵۹ میلادی در ژاپن نمایش داده شده‌است. در این فیلم یوروزویا کینوسوکه نقش اودا نوبوناگا را ایفا می‌کنند. این فیلم وقایع را از مرگ پدر نوبوناگا تا پایان نبرد اوکه‌هازاما به تصویر کشیده‌است.